# Дасилио
Дасилио или Магер (на гръцки: Δασύλλιο; катаревуса: Δασύλλιον, Дасилион; до 1927 година: Μάγερ, Магер) е село в Република Гърция, в дем Гревена, административна област Западна Македония.

## География
Селото е разположено на 1000 m надморска височина, на около 35 km северозападно от град Гревена. На северозапад граничи с населишкото село Дилофо (Либохово).

## История

### В Османската империя
В края на XIX век Магер е гръцко християнско село в Жупанска нахия на Населишката каза на Османската империя.
Енорийската църква „Свети Николай“ е от 1875 година в новото село.
Александър Синве („Les Grecs de l’Empire Ottoman. Etude Statistique et Ethnographique“) в 1878 година пише, че в Маори (Maori), Сисанийска епархия, живеят 300 гърци.
Според статистиката на Васил Кънчов през 1900 година в Магеръ живеят 235 гърци.
На Етнографската карта на Битолския вилает на Картографския институт в София от 1901 година Магар е чисто гръцко село в казата Населица на Серфидженския санджак с 50 къщи.
Според статистика на Серфидженския санджак на гръцкото консулство в Еласона от 1904 година в Магери (Μαγέρι), Населишка каза, живеят 200 гърци елинофони християни.
Селото е под върховенството на Цариградската патриаршия. По данни на секретаря на Българската екзархия Димитър Мишев Лагер (Laguer) има 250 гърци патриаршисти.
Според гръцка атинска статистика от 1910 година Μαγέρι се обитава от 200 православни гърци.
На пътя за Калони е старият каменен Магерски мост.

### В Гърция
През Балканската война в 1912 година в селото влизат гръцки части и след Междусъюзническата в 1913 година Магер остава в Гърция.
В 1920 година е обновена църквата „Света Параскева“ в Палиохори. Църквата е на 500-600 m южно от селото с дъбова горичка от североизточната страна. Първият храм тук е построен около 1710 година и е енорийска църква на Магер, основано в Палиохори, след разрушаването на Палиомагер (Стари Магер). Тук е гробището на селото. Църквата е била малка, тъмна и частично вкопана в земята. Затова е разрушена и построена нова. Датата е гравирана над горния праг на западния вход. Майстор е магерецът Георгиос Йоану Дзамос. Иконите са рисувани от монаси от атонския манастир „Света Ана“ през 1921 година. През 1956 година е отлята камбана, а на следната 1957 година каменните плочи на покрива са сменени с европейски керемиди.
Останалите църкви в селото са „Свети Атанасий“, построена от жителите на селото Кяфа, участвали в изграждането на новото село, „Свети Мина“, построена в развалините на Палиохори, „Свети Георги“ в местността Палиоманастири (Стари манастир) на височина от 1500 m североизточно от селото.
През 1927 година името на селището е сменено на Дасилион.
През 1964 година селото, което географски спада към района на Пендалофос (Жупан), е присъединено административно към ном Гревена. В църковно отношение селото е част от Сисанийската и Сятищка епархия.
Населението произвежда жито, тютюн, картофи и други земеделски култури, като се занимава частично и със скотовъдство.
| Име       | Име       | Ново име  | Ново име   | Описание                                         |
| --------- | --------- | --------- | ---------- | ------------------------------------------------ |
| Пасмангро | Πασμάγκρο | Палиохори | Παλαιοχώρι | името на Праморица при Дасилио (или Палиомагеро) |

| Година    | 1913 | 1920 | 1928 | 1940 | 1951 | 1961 | 1971 | 1981 | 1991 | 2001 | 2011 | 2021 |
| --------- | ---- | ---- | ---- | ---- | ---- | ---- | ---- | ---- | ---- | ---- | ---- | ---- |
| Население | 318  | 279  | 281  | 316  | 149  | 141  | 73   | 79   | 84   | 43   | 12   | 20   |